# Vaynor
Vaynor (en anglais) ou Y Faenor (en gallois) est un village et une communauté du borough de comté de Merthyr Tydfil, au pays de Galles.

## Géographie
Vaynor est situé dans le nord du  borough de comté de Merthyr Tydfil, à la frontière du comté du Powys. Le centre-ville de Merthyr Tydfil se trouve à 6 km au sud.
La communauté de Vaynor comprend aussi les villages de Cefn-coed-y-cymmer (en), Pontsticill et Trefechan. Le parc national des Bannau Brycheiniog s'étend sur le nord de la communauté.

## Démographie
Au recensement de 2011, la communauté de Vaynor comptait 3 551 habitants.